# Lungsunds landskommun
Lungsunds landskommun var en tidigare kommun i Värmlands län.

## Administrativ historik
Kommen bildades då 1862 års kommunalförordningar trädde i kraft, i Lungsunds socken i Färnebo härad i Värmland.
Vi kommunreformen 1952 uppgick landskommunen i Ullvätterns landskommun som 1967 uppgick i Storfors köping som 1971 ombildades till Storfors kommun.

## Politik

### Mandatfördelning i Lungsunds landskommun 1938-1946
| 13 | 7 |

| 19 |

| 14 | 6 |

| 19 |

| 13 | 5 | 2 |

| 19 |